# Sphingonotus miramae
Sphingonotus miramae är en insektsart som beskrevs av Leo L. Mishchenko 1936. Sphingonotus miramae ingår i släktet Sphingonotus och familjen gräshoppor. Inga underarter finns listade i Catalogue of Life.